# خاویر کانسپسیون
خاویر اکتاویو کانسپسیون روخاس (متولد ۲۷ دسامبر ۱۹۹۷) یک بازیکن والیبال اهل کوبا است. وی عضو تیم ملی والیبال مردان کوبا است. وی در بازی‌های المپیک بازی‌های المپیک تابستانی ۲۰۱۶ حضور داشته است.